# Capital Towers
Capital Towers — жилой комплекс рядом с деловым центром «Москва-Сити» на берегу Москвы-реки. Комплекс состоит из трёх башен, имеющих высоту 295 метров.

## История
Строительство трёх небоскрёбов началось на Краснопресненской набережной в 2017 году на месте теннисного клуба.
3 июля 2022 года на крыше одной из башен произошёл пожар, который продлился 20 минут. Сообщений о пострадавших не было.
2 мая 2023 года башни Capital Towers были введены в эксплуатацию, путем выдачи разрешения Мосгосстройнадзором. Также чуть ранее было выдано заключение о соответствии объекта проектной документации. После ввода в эксплуатацию на объекте продолжатся стилобатные работы, а также благоустройство территории, которые являются вторым этапом строительства башен.

## Описание
Жилой комплекс располагается по адресу: город Москва, Краснопресненская набережная, дом 14А, корпус 1-3 (ЦАО). Архитектором комплекса является бюро «Sergey Skuratov Architects» Сергея Скуратова.
Все три башни имеют собственные названия: River Tower, City Tower и Park Tower. Общая площадь трех жилых домов и подземного пятиуровневого паркинга составляет почти 243 тыс. м2. Площадь фасадов каждой башни — 40 тыс. м2.
В зданиях на пяти подземных этажах будет располагаться парковка с возможностью зарядки электромобилей. Парковка рассчитана на 1306 машин. Помимо этого, резидентам будут также доступны фитнес-центр со СПА, торговая галерея, кафе, продовольственные магазины, отделения банков, офисы, детский досуговый центр. Также рядом с комплексом находятся другие объекты.
В трёх башнях будут расположены 837 квартир. Согласно официальной информации, жителям будет доступен 61 этаж.